# Tribunal fédéral des brevets (Allemagne)
Pour les articles homonymes, voir Tribunal fédéral des brevets.
Le Tribunal fédéral des brevets d'Allemagne (Bundespatentgericht, abrégé en BPatG) siégeant à Munich (en Bavière, Allemagne).
Ce tribunal est chargé de trancher en matière de litiges touchant à la propriété industrielle (entre autres brevets et marques).

## Histoire
Lors de la fondation de l'Office allemand des brevets (Deutsches Patent- und Markenamt ou DPMA) en 1877, les décisions en cas de recours étaient prises directement en son sein en raison de son statut particulier.
Cette répartition des tâches a été maintenue après 1949 sous le régime de la loi fondamentale allemande (Grundgesetz ou GG). Le problème se posa alors qu'à chaque infraction au droit par les pouvoirs publics, l'article 19 alinéa 4 GG ouvrait la voie à la création de tribunaux indépendants. Le désaccord quant à l'indépendance en pratique des chambres de recours du DPMA n'a été tranché qu'en 1959 par le Tribunal Administratif Fédéral jugeant que les décisions de l'office des brevets devaient être soumises au droit administratif. En conséquence, en 1961, la Loi Fondamentale a été complétée de l'article 96 à partir duquel, tout d'abord, le Groupement pour les affaires en matière de propriété industrielle (Bund für Angelegenheiten des gewerblichen Rechtsschutzes) a pu établir un tribunal fédéral, et qui a mené la même année à la création du Tribunal Fédéral des Brevets sous le régime de cette nouvelle habilitation qui fait désormais partie intégrante de la Loi Fondamentale.

## Juridiction
Le Tribunal Fédéral des Brevets appartient à l'ordre judiciaire allemand (par opposition à l'ordre administratif) en tant que seul tribunal spécial autorisé par le régime fédéral allemand parce que placé sous la Cour Fédérale dans l'organisation juridictionnelle en vertu de l'Article 96 alinéa 3 de la Loi Fondamentale (Grundgesetz ou GG). Concrètement, le Tribunal prend des décisions administratives relatives au contrôle juridique des décisions du DPMA et de l'Office Allemand pour la Protection des Variétés (Bundessortenamt). En cela, il est responsable d'actions en nullité par lesquelles des tiers contesteraient la validité sur le territoire allemand d'un brevet national ou européen ou d'un certificat complémentaire de protection (associé à un brevet pharmaceutique ou phytopharmaceutique).
En outre, le tribunal est responsable dans de rares occurrences d'ordonner le paiement de licences obligatoires.
Lorsqu'une infraction à des droits de propriété industrielle enregistrés est établie, la compétence n'est plus entre les mains du Tribunal Fédéral des Brevets mais entre celles des ordres judiciaires des états, la plupart du temps des divisions particulières au sein des tribunaux régionaux (Landgerichte).

## Membres des chambres
Peuvent exercer auprès du BPatG aussi bien des juristes obligatoirement admis à la magistrature que des membres techniques experts dans un domaine technique particulier (la plupart du temps anciens examinateurs du DPMA). La répartition des chambres de recours est fixée par la section 67 du Code des Brevets Allemand (§67 PatG). Par conséquent, en cas de recours en matière de brevets ou certificats d’utilité la chambre est constituée de trois membres techniques et d’un juriste, lors d’un recours en nullité trois membres techniques et deux juristes, en cas de procédure purement juridique ou ayant trait aux marques, trois juristes exclusivement seront présents. En juin 2009, 117 juges dont 58 techniques étaient en poste au BPatG. La robe des magistrats est noire avec passementerie en velours bleu.
Le siège de président du Tribunal est occupé par Beate Schmidt depuis mai 2011.

## Chambres de recours
Le BPatG siège en chambres (Senat) de constitution dépendante de l’objet du contentieux (cf. §67 PatG ou §67 MarkenG).
En date du 31 mars 2010, le BPatG comprend :
- 5 chambre de recours en nullité (Sénats 1 à 5),
- 1 chambre de recours juridique et en nullité (Sénat 10)
- 13 chambres techniques (Sénats 6 à 9, 11, 12, 14, 15, 17, 19 à 21 et 23)
- 1 chambre de recours en matière de certificat d’utilité (Sénat 35)
- 8 chambres en matière de marques (Sénats 24 à 30 et 33)
- 1 chambre en matière d'obtention végétale (Sénat 36)

## Procédure
Les procédures auprès du BPatG sont régies par les codes législatifs appropriés à chaque brique de la propriété industrielle, notamment la Loi allemande sur les brevets (Patentgesetz ou PatG) et le Code des Marques (Markengesetz ou MarkenG) et de moindre manière le Code des Procédures Civiles (Zivilprozessordnung ou ZPO).
Le tribunal accepte désormais la soumission de documents au format électronique OpenDocument, certifié ISO.